# 4-Hydroxyphenylacetonitril
4-Hydroxyphenylacetonitril ist ein natürlich vorkommendes Nitril.

## Vorkommen
4-Hydroxyphenylacetonitril tritt neben 4-Hydroxybenzylisothiocyanat als Abbauoprodukt von Glucosinalbin auf, das im weißen Senf vorkommt. Der Kleine Kohlweißling, der sich unter anderem von Kreuzblütlern ernährt, die Glucosinalbin enthalten, kann der Giftigkeit des Isothiocyanats entgehen, indem er das Glucosinalbin gezielt zu 4-Hydroxyphenylacetonitril abbaut, das er weiter metabolisieren kann. Im Meerrettichbaum kommt Niazirin vor, ein Glycosid des 4-Hydroxyphenylacetonitrils.

## Reaktionen
Die Hydrierung von 4-Hydroxyphenylacetonitril unter Palladium-Katalyse ergibt Tyramin.